# Ellipse
Ellipse är det tredje studioalbumet av den brittiska sångaren Imogen Heap, utgivet i augusti 2009. Albumets första singel, "First Train Home", släpptes den 14 juli samma år. Precis som med det förra albumet, Speak for Yourself, är också detta album skrivet och producerat helt på egen hand.
Den 17 augusti 2009 gjorde Imogen Heap hela albumet tillgängligt för live-streaming via den officiella hemsidan.

## Låtlista
Samtliga låtar skrivna av Imogen Heap.
1. "First Train Home" – 4:13
2. "Wait It Out" – 3:57
3. "Earth" – 3:34
4. "Little Bird" – 4:07
5. "Swoon" – 3:54
6. "Tidal" – 3:50
7. "Between Sheets" – 2:54
8. "2-1" (tidigare "Polyfilla") – 4:42
9. "Bad Body Double" – 4:07
10. "Aha!" – 2:27
11. "The Fire" – 1:59
12. "Canvas" – 4:55
13. "Half Life" – 4:02